# مينيغون

إم 134 ميني غون (بالإنجليزية: M134 Minigun) هو رشاش 7.62x51 مليمتر يطلق بنسبة عالية من النار (2000 إلى 6000 طلقة في الدقيقة الواحدة). يُستخدم Minigun في عدة فروع من القوات البرية للولايات المتحدة. وتتم تسمية إصدارات M134 وXM196 من قبل جيش الولايات المتحدة، وGAU-2 / A وGAU-17 / A من قبل القوات الجوية الأمريكية وبحرية الولايات المتحدة.

## مستخدمون
- أستراليا
- النمسا[2]
- البرازيل
- كندا
- تشيلي
- كولومبيا
- جمهورية التشيك
- مصر
- فنلندا[3]
- فرنسا[4]
- جورجيا[5]
- الهند
- العراق
- إيطاليا
- الأردن
- المكسيك[1]
- ماليزيا
- المغرب
- هولندا
- النرويج
- باراغواي
- بولندا[6]
- كوريا الجنوبية
- السعودية
- سيراليون
- إسبانيا
- تركيا
- تايلاند
- باكستان
- الفلبين
- المملكة المتحدة
- الولايات المتحدة
- تاهيتي[7]